# اشپرینگه
شهر اشپرینگه (به آلمانی: Springe) در ایالت نیدرزاکسن در کشور آلمان واقع شده‌است.